# Башкири

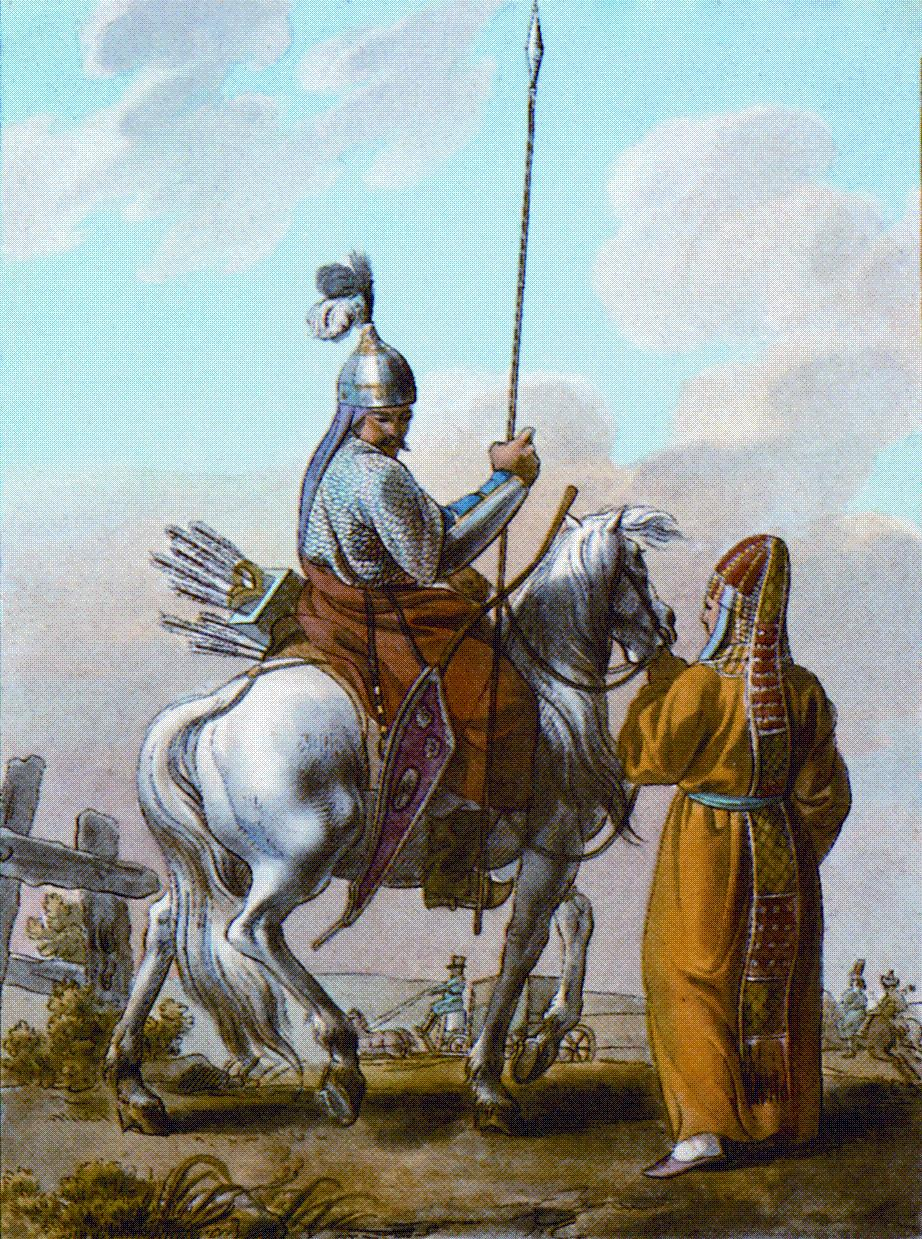
Башкири в Парижі, 1812

Прапор прихильників національної незалежності башкирів (відрізняється від офіційного прапору Башкортостану).

Башки́ри, башкорти (самоназва — башкорт, башк. Башҡорттар) — тюркський народ, який живе на Південному Уралі і за Уралом, мають автономію — Республіка Башкортостан, також живуть у сусідніх областях і автономних районах РФ. Загальна чисельність у РФ — 1,67 млн осіб, з них у Башкортостані — понад 1,22 млн осіб (дані перепису 2002).
Башкири поєднують ознаки європеоїдної і монголоїдної рас.

## Історія
Вважається, що башкорти утворилися в результаті змішання місцевих осілих угро-фінських племен з кочовими тюркськими і монгольськими племенами. Перші згадки про башкир в письмових джерелах (переважно арабських) датуються 9-10 ст.ст.
Приєднання башкортських земель до Московської держави розтягнулося в часі, і в цілому було завершено до 17 століття. Як це бувало часто, московський цар в обмін на службу і захист прикордоння «дарував» башкортам відносну автономію і право на вотчинні землі, проте вже на початку 17 століття башкорти зазнають значних утисків з боку російського царату. Саме тому у 17 ст. башкорти не раз поставали на боротьбу з російськими урядниками (найбільші повстання 1662-1664, 1681-1684).
З приєднанням казахських земель до Російської держави у 1860-х, башкорти стають внутрішнім населенням держави. Відразу після петербурзьких подій 1917 року в Башкортостані, як у більшості «окраїн», було створено національний уряд, який, пішовши на згоду з більшовицькою Росією, добився утворення в 1919 автономії у складі Росії.
У 1939 нараховувалося 843 600 осіб.
Сьогодні Башкортостан — один з найзаможніших регіонів РФ, у якому тривають процеси відродження башкортського народу. Значна частина башкортів працює в нафтовій та інших галузях промисловості.

## Мова
Башкирська мова є однією з тюркських мов, що належить до алтайської мовної сім'ї (кипчацька група). Національна мова башкирів поряд з російською є державною мовою Республіки Башкортостан.
Основні діалекти: північно-західний, східний і південний. Близька до татарської мови за лексичними та фонетико-граматичними ознаками.
Більшість башкортів володіють російською мовою, також серед башкирів поширені марійська, чуваська, татарська, удмуртська та інші мови.

## Чисельність та розселення
Під час першого всезагального Всеросійського перепису населення у 1897 році на теренах Російській імперії було нараховано 1 321 363 особи, що вказали рідною мовою башкирську. Переважна більшість з них (99,2 %) мешкали на території Уфимської (899 910 осіб), Оренбурзької (254 561), Пермської (85 395), Самарської (57 242), В'ятської (13 909) губерній.
Загальна кількість башкирів у світі складає понад 2 мільйони осіб. В Україні за даними Всеукраїнського перепису 2001 року мешкає 4253 башкири, серед них рідною мовою вказали російську 2920 осіб (68,7 %), башкирську — 843 (19,8 %) та українську — 336 (7,9 %). За даними перепису населення 2010 року в Російській Федерації зареєстровано 1 584 554 особи башкирської національності, у тому числі в Республіці Башкортостан — 1 172 287.
|                                          | 1897      | 1926    | 1939    | 1959    | 1970      | 1979      | 1989      | 2001 | 2002      | 2010      |
| ---------------------------------------- | --------- | ------- | ------- | ------- | --------- | --------- | --------- | ---- | --------- | --------- |
| Російська імперія, СРСР                  | 1 321 363 | 713 693 | 843 648 | 989 040 | 1 239 681 | 1 371 452 | 1 449 157 | —    | —         | —         |
| РСФРР, Російська Федерація               | —         | 712 366 | 824 679 | 953 801 | 1 180 913 | 1 290 994 | 1 345 273 | —    | 1 673 389 | 1 584 554 |
| Башкирська АРСР, Республіка Башкортостан | 899 910   | 625 845 | 671 188 | 737 711 | 892 248   | 935 880   | 863 808   | —    | 1 221 302 | 1 172 287 |
| Українська РСР, Україна                  | —         | 114     | 3681    | 3345    | 3672      | 5367      | 7402      | 4253 | —         | —         |

Процеси урбанізації призвела до того, що частка башкирів — мешканців у міст — зросла з 5,8 % у 1938 році до 42,4 % у 2002 році. Загалом чисельність урбанізованих башкир становить 518 тисяч осіб, у тому числі в Уфі — близько 155 тисяч; в Стерлітамаку — 41 тис.; в Нефтекамську — 34 тис.; в Сібаї — 29 тис.; в Салаваті — 28 тис.; в Ішимбаї — близько 20 тис.; в Мелеузі — 17 тисяч.

Башкирська мова у Російській імперії (1897)
Башкири у Росії (2010)
Башкири у Ідель-Уралі (2010)
Башкири у Башкортостані (2002)

## Матеріальна культура
За особливостями матеріальної культури башкорти поділялися на три групи:
- східну (переважно кочовики-скотарі),
- південно-західну (осілі землероби)
- північну (мисливці).

## Релігія
За релігією башкорти — мусульмани-суніти.

## Господарство
Основні заняття сільського населення — рільництво (пшениця, жито), городництво (картопля), садівництво, тваринництво (коні, велика рогата худоба, вівці), бджільництво, рибальство, мисливство, лісові промисли.

## Житло
Народні житла башкортів — саманні, глинобитні, рублені — все більше поступаються місцем кам'яним благоустроєним будинкам.

## Традиційний одяг
Національний одяг — некритий кожух, сукняний каптан, повстяні капелюхи, хутрові шапки — майже повністю замінений міським одягом.

## Відомі представники
- Салават Юлаєв — башкортський національний герой.